# Neolophonotus montanus
Neolophonotus montanus är en tvåvingeart som först beskrevs av Ricardo 1920.  Neolophonotus montanus ingår i släktet Neolophonotus och familjen rovflugor. Inga underarter finns listade i Catalogue of Life.